# Paectes songoensis
Paectes songoensis är en fjärilsart som beskrevs av Hans Zerny 1916. Paectes songoensis ingår i släktet Paectes och familjen nattflyn. Inga underarter finns listade i Catalogue of Life.